# Ruslan Neschtscheret
Ruslan Oleksijowytsch Neschtscheret (ukrainisch Руслан Олексійович Нещерет, wiss. Transliteration Ruslan Oleksijovyč Neščeret; * 22. Januar 2002 in Mukatschewo, Oblast Transkarpatien) ist ein ukrainischer Fußballtorhüter.

## Karriere

### Verein
Nach seiner Zeit an der Youth Sportive School Mukachevo wechselte er 2014 in die Jugend von Dynamo Kiew, wo er die weiteren U-Mannschaften durchlief. Zur Saison 2019/20 ging er dann in die Zweite Mannschaft über zur Folgesaison dann auch in die Erste Mannschaft. Am 31. Oktober 2020 stand er bei einem 2:1-Sieg über den SK Dnipro-1 dann erstmals im Kasten der Mannschaft. Nach seinem dann dritten Einsatz flog er mit Rot vom Platz und fiel danach mit einer Schulterverletzung auch noch für den Rest der Saison aus. Auch in dieser Spielzeit war dann sein Champions League Debüt. Nachdem er in der Saison 2021/22 dann keinerlei Einsätze sammeln konnte, setze er sich für den Verlauf der Spielrunde 2022/23 dann als Stammtorhüter durch. Diesen Status konnte er so in der Form in der Folgesaison dann nicht mehr halten. 

### Nationalmannschaft
Für die ukrainische U16-Nationalmannschaft erhielte er im Herbst 2017 zwei Einsätze und kam dann von 2018 bis 2019 anschließend für die U17 zu ein paar Freundschafts- und auch Qualifikationsspielen.
Seit Oktober 2019 ist er für die U21 aktiv und stand nach ein paar Qualifikationsspielen auch im Kader bei der Europameisterschaft 2023 und kam hier in einem Gruppenspiel zu seinem einzigen Turniereinsatz. Am Ende erreichte seine Mannschaft das Halbfinale, wo man am Ende mit 1:5 Spanien unterlag.